# Valleroy (Meurthe-et-Moselle)
Valleroy település Franciaországban, Meurthe-et-Moselle megyében. Lakosainak száma 2355 fő (2022. január 1.). Valleroy Abbéville-lès-Conflans, Auboué, Les Baroches, Hatrize, Moineville, Moutiers, Moncey és Val de Briey községekkel határos.

## Népesség
A település népessége az elmúlt években az alábbi módon változott:
| Lakosok száma | 2271 | 2196 | 2337 | 2429 | 2375 | 2359 | 2334 | 2322 | 2315 | 2355 |
|               | 1968 | 1982 | 1990 | 2006 | 2013 | 2015 | 2017 | 2019 | 2020 | 2022 |